# Chuandongocoelurus
Chuandongocoelurus primitivus
Genre
Espèce
Chuandongocoelurus est un genre éteint de dinosaures théropodes carnivores du Jurassique moyen retrouvé en Chine. 
L'espèce type, et seule espèce, Chuandongocoelurus primitivus, a été décrite par le paléontologue chinois He Xinlu en 1984.

## Étymologie
Le nom générique fait référence à Chuandong, au Sichuan, et au genre Coelurus. Le nom spécifique est tiré du latin primitivus, signifiant « le primitif ».

## Historique
Chuandongocoelurus était initialement basé sur deux squelettes partiels. L'holotype et une partie du spécimen juvénile CCG 20010, retrouvé dans une strate datée du Bathonien au Callovien de la sous-formation inférieure de Shaximiao, elle-même située au sommet de la formation de Dashanpu. Un deuxième spécimen plus grand, CCG 20011, est associé au genre.
En 2012, une équipe de chercheurs a conclu que les deux spécimens représentent des taxons différents, possiblement très éloignés l'un de l'autre.

## Taxonomie
He a classé Chuandongocoelurus chez les Coeluridae, qui est à l'époque un taxon poubelle (« fourre-tout ») intégrant presque tous les petits théropodes. En 1990, David B. Norman considère que son classement est indéterminé. En 2008 et 2010, Roger Benson et al. ont associé le genre dans un groupe frère avec Monolophosaurus, formant un clade soit chez les Megalosauroidea,, soit chez les Tetanurae.